# خوان روجاس
خوان روجاس (بالإسبانية: Juan Rojas)‏ هو لاعب كرة قدم إسباني، ولد في 30 نوفمبر 1948 في المرية في إسبانيا، وتوفي في 14 أغسطس 2000. لعب مع نادي ألميريا.